# Renan Lavigne
Pour les articles homonymes, voir Lavigne.
Renan Lavigne, né le 1er novembre 1974 à Longjumeau, est un joueur professionnel de squash représentant la France. Il atteint, en octobre 2004, la dix-septième place mondiale sur le circuit international, son meilleur classement.
Il est l’entraîneur de l'équipe de France masculine de squash.

## Palmarès

### Titres
- Open de Colombie : 2 titres (2001, 2002)

### Finales
- Championnats d'Europe : 2007
- Championnats du monde par équipes : 2 finales (2003, 2009)
- Championnats d'Europe par équipes :